# Masako Jō
Masako Jō (jap. 城 雅子 Jō Masako; ur. 12 października 1978) – japońska seiyū i aktorka dubbingowa związana z firmą 81 Produce.

## Wybrana filmografia

### Role wanime
- 2000: Saiyuki – dzieci
- 2000: Hamtaro – Sparkle
- 2000: Gravitation – reporterka
- 2001: Geneshaft –
  - Alice,
  - Luna
- 2001: Noir – turystka
- 2002–2006: MegaMan NT Warrior –
  - Haruka Hikari,
  - Roll
- 2002: Naruto – chłopiec
- 2004: Daphne – Pao
- 2004: Futari wa Pretty Cure – Yui Morioka
- 2004: tactics – Shirotae
- 2004: Genshiken – ciotka Shokudo
- 2005: Oh! My Goddess – Chrono
- 2005: Onegai My Melody – Kuma
- 2006: Futari wa Pretty Cure Splash Star – Yuko Ota
- 2006: Demashita! Powerpuff Girls Z – chłopiec
- 2006: D.Gray-man – Muramusume
- 2007: Tengen Toppa Gurren Lagann – Kumba
- 2007: Mistrzowie kaijudo – Octo
- 2007: Kidō Senshi Gundam 00 – młody Allelujah
- 2008: Itazura na Kiss – Meg
- 2008: To Love-Ru – Ryōko Mikado
- 2009: Kobato. – Yoshio
- 2012: Wzgórze Apolla –
  - matka Kaoru,
  - ciotka Yuriki